# 脫氫抗壞血酸
脫氫抗壞血酸（Dehydroascorbic acid, DHA）是氧化形式的抗壞血酸（維生素C）。

## 結構和生理學

水化平衡 - 半縮醛結構（中間）是DHA主要的結構。

|  |

|  |

### 運輸至線粒體
維生素C以DHA的形式通過葡萄糖轉運體（GLUT1）進入在有大量自由基產生的線粒體中並聚集。

## 應用
脫氫抗壞血酸已被用來作為維生素C膳食補充劑。
作為化妝品成分，脫氫抗壞血酸用於增強皮膚的外觀。它可以用於處理燙髮和進行免曬美黑應用的物質。
在個細胞培養培養基，脫氫抗壞血酸已被用來保證細胞攝取的維生素C不含有抗壞血酸轉運類型。
作為藥劑，一些研究已經表明，脫氫抗壞血酸的管理可以保護神經元損傷的一種中風。

## 深入阅读
- Nualart F, Rivas C, Montecinos V, Godoy A, Guaiquil V, Golde D, Vera J. . J Biol Chem. 2003, 278 (12): 10128–33  [2015-02-27]. PMID 12435736. doi:10.1074/jbc.M210686200. （原始内容存档于2009-02-15）.